# Гусман Смелый
«Гусман Смелый» (исп. Guzmán el Bravo) — новелла испанского писателя Лопе де Веги, опубликованная в 1624 году.
Лопе де Вега написал новеллу, по его собственным словам, по просьбе своей возлюбленной Марты де Неварес. «Гусман Смелый» был впервые опубликован в 1624 году в составе авторского сборника «Цирцея и иные стихи и проза». В 1648 году, уже после смерти Лопе, «Гусмана» включили вместе с другими его новеллами («Мученик чести», «Благоразумная месть» и «Приключения Дианы») в сборник «Любовные новеллы лучших сочинителей Испании», но без указания автора. Эта книга много раз переиздавалась, и только в 1777 году новеллу снова издали под именем Лопе.
В целом при написании «Гусмана Смелого» Лопе ориентировался на опыт Банделло и Сервантеса. Он использует стандартный для испанской литературы набор сюжетных мотивов: это «тайная любовь с серенадами, дуэлями и похищениями, переодевания девушек в мужское платье, скитания героев у себя на родине и на чужбине с пастухами, плутами, кондотьерами и конкистадорами». Литературовед А. Смирнов отмечает, что Лопе «даже не пытается разработать сюжет»: для него главное — хоть какая-то деятельность персонажей.